# Coalition nationale pour le changement (Côte d'Ivoire)
La Coalition nationale pour le changement (CNC) est une coalition de partis et de personnalités politiques de Côte d'Ivoire fondée le 15 mai 2015 en vue de l'élection présidentielle ivoirienne de 2015. Cette coalition hétéroclite regroupe deux partis d'opposition et des personnalités dissidentes des partis appartenant à la coalition au pouvoir.
La CNC est en opposition avec la coalition RHDP au pouvoir, mais aussi avec celle de l'AFD.  Les membres de la coalition n’ont, en juin 2015, pas statué sur un remaniement des candidatures actuelles, cinq de ses signataires concourant simultanément à l’élection à venir. La coalition ne dispose pas non plus de leader (autre que la Conférence des présidents et candidats) ou de porte-parole défini. 
La coalition a cependant été critiquée dans le mois qui a suivi son lancement, aussi bien par ses soutiens que ses adversaires, pour ses multiples et importants problèmes de communication et de gestion, donnant lieu à des annonces et des actes spontanés se réclamant de la CNC,. Elle est également pointée du doigt pour la violence des manifestations qu'elle a appelées, voire leur caractère insurrectionnel, comparativement à d'autres tendances ou partis d'opposition ne les cautionnant pas. Ces violences ont lieu notamment dans des fiefs favorables à la tendance d'Aboudramane Sangaré, Laurent Gbagbo ou Simone Gbagbo,. 

## Projet
Le projet de la CNC est le fruit d'un accord entre plusieurs personnalités opposées plus ou moins frontalement à Alassane Ouattara, particulièrement sur des questions d'ordre institutionnel, sociétal et électoral. Selon la feuille de route de la coalition, les membres considèrent ensemble que : 
- le respect des institutions est inexistant de la part de la coalition au pouvoir, et particulièrement de la part d'Alassane Ouattara en sa qualité de Président de la République ;
- Alassane Ouattara et son gouvernement agissent à l’encontre de toute initiative de réconciliation ;
- la commission électorale actuelle est trop partiale, n’est pas réellement indépendante (voire est « noyautée »), n’est pas représentative ;
- le pouvoir prépare des fraudes électorales massives à tous les niveaux du processus, accusant également la société Morpho (reconduite pour élaborer les listes électorales pour 2015 après avoir réalisé celles de 2008) ;
- la libération inconditionnelle de Laurent Gbagbo, « déporté » à la cour pénale internationale, ainsi que de tous les « prisonniers politiques », est une nécessité absolue pour la réconciliation et la stabilisation du pays.

La coalition s’est, en conséquence du point de vue listé ci-dessus, fixée treize objectifs en vue de concourir à la présidentielle : 
- une liste électorale actualisée et crédible ;
- un code électoral réformé ;
- la proclamation exclusive des résultats dans le bureau de vote ;
- une commission électorale effectivement indépendante ;
- l’accès équitable aux médias publics ;
- un financement transparent de l’opposition ;
- la sécurité des électeurs et des candidats ;
- le désarmement des ex-combattants avant les élections ;
- la réconciliation.

## Composition
La coalition nationale pour le changement est composée des personnalités suivantes :
- Kouadio Konan Bertin, dissident PDCI et candidat aux élections présidentielles de 2015 et 2020 ;
- Mamadou Koulibaly, président-fondateur du LIDER ;
- Aboudramane Sangaré, dissident FPI, disposant de la plus forte base militante de la coalition ;
- Laurent Akoun, dissident FPI ;
- Charles Konan Banny, dissident PDCI ;
- Martial Ahipeaud, président-fondateur de l'Union pour le développement et les libertés (UDL) ;
- Emmanuel Bah Soumalo, président-fondateur de l’Alliance des sociaux-démocrates (ASD) ;
- Jean-Jacques Béchio, président-fondateur du mouvement Pour la Côte d’Ivoire ;
- Jérôme Kablan Brou, dissident PDCI ;
- Doumbia Major, du CPR ;
- David Samba, « coordonnateur » de la coalition des indignés de Côte d’Ivoire ;
- Théophile Soko Waza, président du Congrès du peuple pour le développement de la liberté (CPDL) ;
- Bah Enoch, président du Congrès pour la renaissance ivoirienne (CRI).

Essy Amara n'a toutefois pas adhéré à la CNC, contrairement à ce qu'il a été prévu, son représentant n'ayant pas signé la charte.